# Budget Cuts
Budget Cuts is de tweede aflevering van het negende seizoen van het tienerdrama Beverly Hills, 90210, die voor het eerst werd uitgezonden op 23 september 1998.

## Plot
Kelly ontvangt op de kliniek een van de leden van het bestuur die haar slecht nieuws komt brengen, er moet flink bezuinigd worden en nu moet Kelly een van de verpleegsters ontslaan. Ondanks hun problemen schakelt Kelly toch de hulp in van Brandon met de vraag of hij misschien een verhaal kan schrijven over de noodzaak van de kliniek om zo het bestuur onder druk te zetten. Kelly kan de samenwerking met Brandon niet aan en schakelt een journalist van de krant Chronicle in en vraagt Brandon om zijn aantekeningen over te dragen naar hem. Brandon staat hierom niet te springen en smeekt Kelly dit niet te doen. Als Brandon de journalist ontmoet dan komt hij erachter dat de journalist een andere agenda heeft, hij ziet meer in Kelly dan in het verhaal. Op een liefdadigheidsveiling wordt de trouwjurk van Kelly geveild, de journalist gaat er op bieden en dit kan Brandon niet hebben en biedt ook mee en betaalt er duizend dollar voor. Brandon weet nu dat hij toch echt afscheid moet nemen van de relatie met Kelly. Kelly hoort ondertussen van het bestuur dat er minder bezuinigd hoeft te worden maar zij moet toch iemand ontslaan, Kelly biedt haar positie dan maar aan maar dit wordt niet geaccepteerd.
Nu Valerie de waarheid heeft verteld aan David over de dood van haar vader en dat zij hem vermoord heeft wil zij nu ook eerlijk zijn tegen haar moeder Abby. Als zij overkomt dan wacht Valerie een verrassing, Abby heeft een nieuwe vriend, een politieagent, meegenomen en als dit niet genoeg is hoort Valerie ook van haar dat zij gaan trouwen. Valerie probeert elke keer met haar te praten maar Abby wil niet luisteren en wil weer naar huis. Voordat zij naar huis gaat hoort Valerie van Abby dat zij wist dat haar man Valerie vroeger seksueel heeft misbruikt. Dit komt als een schok voor Valerie maar beseft wel dat zij ertussenin zat en wil haar wel vergeven. Valerie vraagt haar te blijven zodat zij het uit kunnen praten en hier geeft ze gehoor aan en blijft nog een paar dagen.
Noah heeft het moeilijk nu hij weet dat zijn vader failliet is en wil hem helpen, maar zijn vader heeft geen tijd voor hem en stuurt hem weg. Later zoekt de vader Noah op en biedt zijn excuses aan en brengt samen met zijn zoon de dag door. ’s Avonds zoekt Noah zijn vader nog op en bij het weggaan hoort hij een schot en rent snel terug naar zijn vader, hij vindt zijn vader op de vloer met een schotwond in zijn hoofd en een pistool in zijn hand.
David heeft het zwaar met Sophie die hem wel ziet zitten, David weet dat Steve ook gek op haar is en duwt Sophie weg. Maar Sophie accepteert geen nee en blijft aankloppen bij David en uiteindelijk kan David haar verleidingen niet weerstaan en kust haar.

## Rolverdeling
- Jason Priestley - Brandon Walsh
- Jennie Garth - Kelly Taylor
- Ian Ziering - Steve Sanders
- Brian Austin Green - David Silver
- Tori Spelling - Donna Martin
- Tiffani Thiessen - Valerie Malone
- Joe E. Tata - Nat Bussichio
- Lindsay Price - Janet Sosna
- Vincent Young - Noah Hunter
- Laura Leighton - Sophie Burns
- Michelle Phillips - Abby Malone
- Ray Wise - Daniel Hunter
- Bruce Thomas - Carl Schmidt
- Jack Maxwell - John Wakefield